# Vallée de la Montane vers Gimel-les-Cascades
Vallée de la Montane vers Gimel-les-Cascades este o arie protejată (sit de importanță comunitară — SCI) din Franța întinsă pe o suprafață de 130 ha, integral pe uscat.

## Localizare
Centrul sitului Vallée de la Montane vers Gimel-les-Cascades este situat la coordonatele 45°17′39″N 1°50′13″E / 45.29417°N 1.83694°E.

## Înființare
Situl Vallée de la Montane vers Gimel-les-Cascades a fost declarat arie specială de conservare în baza directivei 92/43 din 1992 referitoare la conservarea habitatelor naturale și a faunei și florei sălbatice pentru a proteja 1 specie de plante și 9 specii de animale.

## Biodiversitate
Situată în ecoregiunea continentală, aria protejată conține 6 habitate naturale: Pante stâncoase silicioase cu vegetație casmofită, Păduri de fag acidofile atlantice, cu subarboret de Ilex și, uneori, de asemenea, Taxus, la nivelul arbuștilor (Quercion robori-petraeae sau Ilici-Fagenion), Păduri aluvionare cu Alnus glutinosa și Fraxinus excelsior (Alno-Padion, Alnion incanae, Salicion albae), Liziere de ierburi înalte hidrofile de câmpie și de nivel montan până la alpin, Pajiști uscate europene, Formațiuni ierboase bogate în specii de Nardus, dezvoltate pe substraturi silicioase în zone montane (și în zone submontane, în Europa continentală).
La baza desemnării sitului se află mai multe specii protejate:
- plante (1): Trichomanes speciosum
- amfibieni (1): izvoraș-cu-burta-galbenă (Bombina variegata)
- mamifere (2): liliac cârn (Barbastella barbastellus), vidră de râu (Lutra lutra)
- nevertebrate (2): Austropotamobius pallipes, rădașcă (Lucanus cervus)
- pești (4): zglăvoacă (Cottus gobio), Cottus perifretum, cicar (Lampetra planeri), somonul (Salmo salar)

Pe lângă speciile protejate, pe teritoriul sitului au mai fost identificate 6 specii de plante, 5 specii de păsări, 1 specie de nevertebrate, 2 specii de pești.